# Pseudopoda spirembolus
Pseudopoda spirembolus là một loài nhện trong họ Sparassidae.
Loài này thuộc chi Pseudopoda. Pseudopoda spirembolus được miêu tả năm 2002 bởi Peter Jäger & Ono.

## Hình ảnh

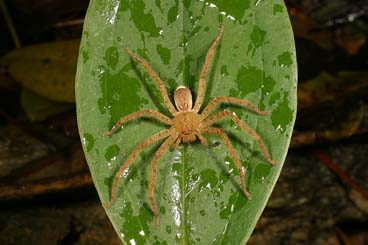
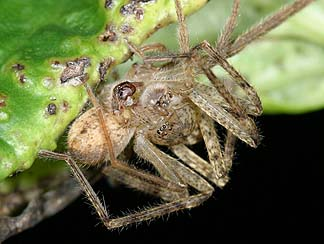